# Batería del Zavial
La Batería del Zavial se encuentra en la punta de punta del Zavial, en la parroquia de Raposeira, municipio de Vila do Bispo, Distrito de Faro, en Portugal.
Sucedió al Fuerte de San Ignacio del Zavial, del siglo XVI, en la defensa de la playa y el puerto de Zavial, donde había una activa comunidad dedicada a la pesca del atún.

## Descripción
Tanto la Batería de Zavial como el Fuerte de San Ignacio están situados en el promontorio conocido como Ponta da Fisga, entre las playas de Ingrina y Zavial. El fuerte de San Ignacio está situado en una roca aislada.

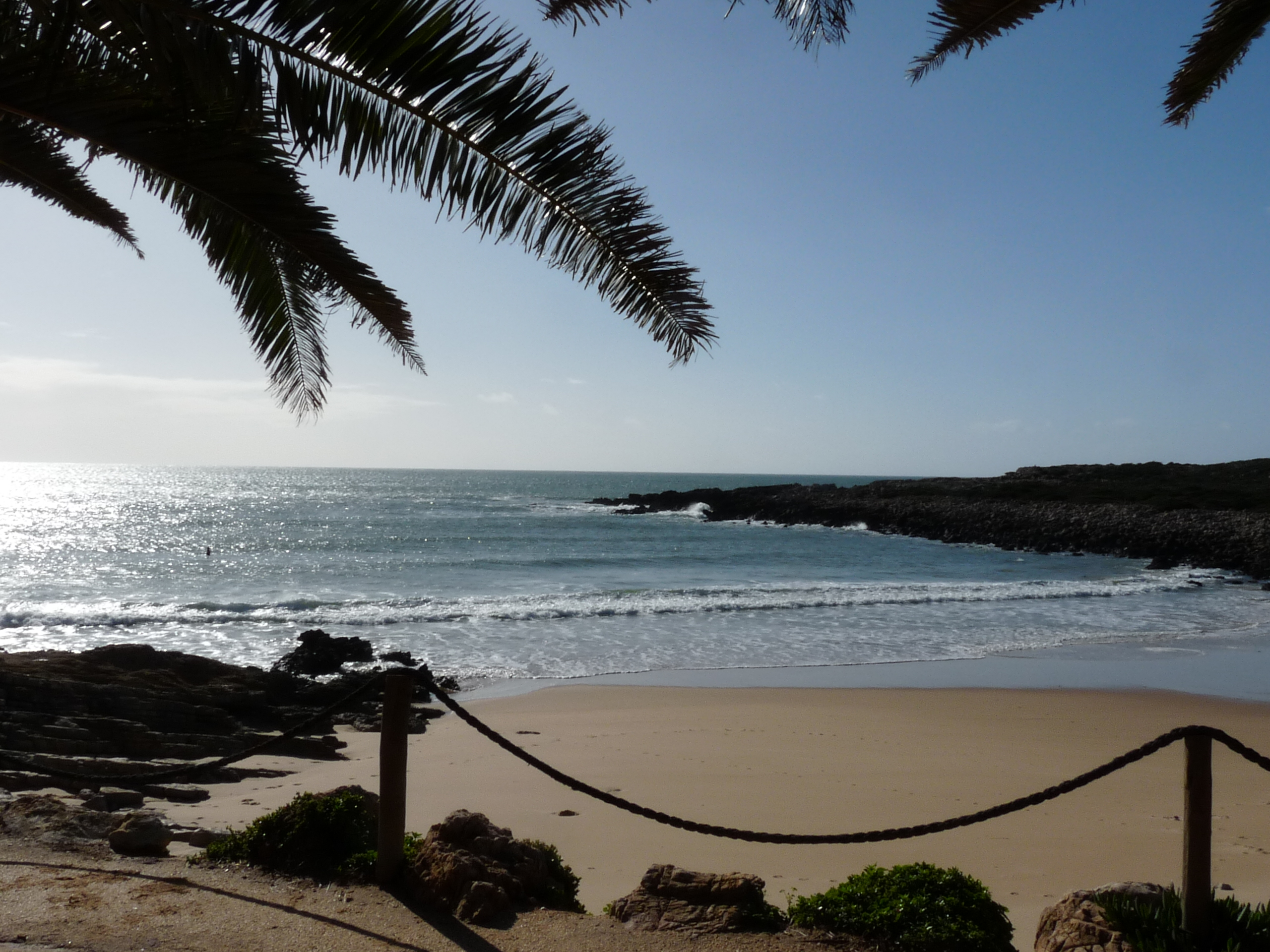
Playa de la Ingrina

## Historia

### Antecedentes
La información documental más antigua sobre la zona de Zavial es un Permiso, de fecha 24 de noviembre de 1569, por el cual  D. Sebastião (1568-1678) nombró a Pedro Dias como el Mandatario del Marco de Pesca de Zavial. Más tarde, durante la  Dinastía Filipina, por otro Permiso, de fecha 2 de enero de 1618,  D. Filipe II (1598-1621) hace al sacerdote Vicente Freira de la Capelania da Armação de Pesca do Zavial, con la obligación de decir misa los domingos y días festivos, lo que demuestra un aumento de la importancia de la zona.

### Fuerte de San Ignacio del Zavial
En 1629, D. Luís de Sousa, futuro conde de Prado, asumió el cargo de gobernador y capitán general del Algarve. Al año siguiente, Rodrigo Rebelo Falcão, Defensor del Pueblo de Almadravas del Reino del Algarve, en una carta de fecha 15 de mayo, solicitó la defensa de los «puertos de Almádena y Azavial por estar expuestos y ofrecer el mayor peligro». Es posible que en aquella época se improvisara algún tipo de defensa, ya que, según el informe de D. Luís de Sousa al Consejo de Hacienda, con fecha 20 de octubre de 1633, al final de su gobierno, se informó de la existencia de dos torres de vigilancia -la Torre de Aspa y la Torre de Azavial- que él había reconstruido, ya que las había encontrado por tierra y sin uso alguno. También informó que comenzó la construcción del Fuerte de San Ignacio do Zavial, dejando sólo la cisterna por construir.
El Fuerte del Zavial fue inspeccionado en 1754 por D. Rodrigo António de Noronha e Meneses, Gobernador del Reino de Algarve, y se encuentra en buen estado. Sin embargo, al año siguiente, el terremoto que causó el derrumbe de los muros de Lagos, así como el Palacio de los Gobernadores y su capilla, provocó el derrumbe del fuerte de Santo Ignácio do Zavial.
Habiendo sido priorizados los trabajos de reconstrucción de la defensa de Lagos, el 1 de agosto de 1763 el Marqués de Louriçal, Gobernador del Reino de Algarve, solicitó a D. Luis da Cunha la construcción de la Batería de Zavial, para la defensa de ese fondeadero. En esa etapa, un poco más tarde, en un informe de fecha 18 de julio de 1765, el Sargento Jefe de Ingeniería, Romão José do Rego, se manifestó en contra de la reconstrucción del Fuerte Zavial en ruinas, recomendando la instalación de una batería en el lugar. Entonces se construyó una batería, pero ya estaba parcialmente en ruinas en 1788.

### Desde la Guerra Peninsular hasta nuestros días
En el contexto de la  Guerra Peninsular, por carta del 27 de septiembre de 1805, el Príncipe Regente D. João determinó que todas las fortificaciones desde la Batería del Zavial en el oeste hasta el Fuerte de Meia Praia en el este, dependerían de la Plaza de Lagos. Todas las demás fortificaciones no incluidas en el permiso se extinguieron, porque fueron destruidas o no era aconsejable conservarlas.
Informes posteriores muestran el proceso de ruina de la estructura: el informe del 18 de abril de 1821 del Teniente Coronel del Regimiento de Artillería N.º 2, João Vieira da Silva, muestra que sólo había tres piezas de artillería de hierro en la Batería Zavial en muy mal estado; en 1840 la Batería fue abandonada.
En el siglo XX, por orden del Subsecretario de Estado para la Guerra, de fecha 24 de junio de 1938, las ruinas de la Batería Zavial (edificio militar n.º 1 de la Praça de Lagos), fueron entregadas al Ministerio de Hacienda. Finalmente, el 21 de abril de 1943, la Batería del Zavial fue registrada en la Sede Urbana de la Parroquia de Raposeira, como perteneciente a José Miguel Belmonte Ribeiro Vaz Fragoso adquirida en subasta pública en 1964.